# Irène Tiendrébéogo
Irène Tiendrébéogo, född 27 februari 1977, är en friidrottare från Burkina Faso. Hon deltog vid olympiska sommarspelen 1996.